# Издужени сфероидни координатни систем
Издужене сфероидне координате у тродимензионалном простору представљају ортогонални координатни систем настао ротацијом сфероида око велике оси. Ротацијом око мање оси добијају се спљоштене сфероидне координате. Издужене сфероидне координате користе се да се реше различите парцијалне диференцијалне једначине, у којима гранични услови одговарају издуженом сфероиду са два фокуса на великој оси. Један од реалних примера је електрон у електромагнетном пољу два позитивно набијена језгра, као што је случај у јонизованом молекулу водоника
{\displaystyle H_{2}^{+}}

## Дефиниција
Најчешћа дефиниција издужених сфероидних координата {\displaystyle (\mu ,\nu ,\phi )} је:
{\displaystyle x=a\ \sinh \mu \ \sin \nu \ \cos \phi }
{\displaystyle y=a\ \sinh \mu \ \sin \nu \ \sin \phi }
{\displaystyle z=a\ \cosh \mu \ \cos \nu }
где је {\displaystyle \mu } ненегативан реални број, а {\displaystyle \nu \in [0,\pi ]}. Азимутални угао {\displaystyle \phi } је у интервалу {\displaystyle [0,2\pi )}.
Квадрирајући горње изразе добија се:
{\displaystyle {\frac {z^{2}}{a^{2}\cosh ^{2}\mu }}+{\frac {x^{2}+y^{2}}{a^{2}\sinh ^{2}\mu }}=\cos ^{2}\nu +\sin ^{2}\nu =1}
што показује да површи константнога {\displaystyle \mu } чине издужене сфероиде, а они представљају елипсе, које се ротирају око оси, које спајају њихове фокусе. На сличан начин добија се и следећа релација:
{\displaystyle {\frac {z^{2}}{a^{2}\cos ^{2}\nu }}-{\frac {x^{2}+y^{2}}{a^{2}\sin ^{2}\nu }}=\cosh ^{2}\mu -\sinh ^{2}\mu =1}
из које се види да површи константнога {\displaystyle \nu } чине хиперболоиде.

### Ламеови коефицијенти скалирања
Ламеови коефицијенти скалирања за елиптичне координате {\displaystyle (\mu ,\nu )} су:
{\displaystyle h_{\mu }=h_{\nu }=a{\sqrt {\sinh ^{2}\mu +\sin ^{2}\nu }}}
а азимутални Ламеов коефицијент је:
{\displaystyle h_{\phi }=a\sinh \mu \ \sin \nu }
Инфинитезимални елемент запремине је:
{\displaystyle dV=a^{3}\sinh \mu \ \sin \nu \ \left(\sinh ^{2}\mu +\sin ^{2}\nu \right)d\mu d\nu d\phi }
а Лапласијан је:
{\displaystyle \nabla ^{2}\Phi ={\frac {1}{a^{2}\left(\sinh ^{2}\mu +\sin ^{2}\nu \right)}}\left[{\frac {\partial ^{2}\Phi }{\partial \mu ^{2}}}+{\frac {\partial ^{2}\Phi }{\partial \nu ^{2}}}+\coth \mu {\frac {\partial \Phi }{\partial \mu }}+\cot \nu {\frac {\partial \Phi }{\partial \nu }}\right]+{\frac {1}{a^{2}\sinh ^{2}\mu \sin ^{2}\nu }}{\frac {\partial ^{2}\Phi }{\partial \phi ^{2}}}}

## Алтернативне дефиниције
Постоји алтернативна дефиниција преко три координате {\displaystyle (\sigma ,\tau ,\phi )}, где је: {\displaystyle \sigma =\cosh \mu } и {\displaystyle \tau =\cos \nu }. 
Онда добијамо:
{\displaystyle x=a{\sqrt {\left(\sigma ^{2}-1\right)\left(1-\tau ^{2}\right)}}\cos \phi }
{\displaystyle y=a{\sqrt {\left(\sigma ^{2}-1\right)\left(1-\tau ^{2}\right)}}\sin \phi }
{\displaystyle z=a\ \sigma \ \tau }

### Алтернативни Ламеови коефицијенти
Ламеови коефицијенти за {\displaystyle (\sigma ,\tau ,\phi )} су:
{\displaystyle h_{\sigma }=a{\sqrt {\frac {\sigma ^{2}-\tau ^{2}}{\sigma ^{2}-1}}}}
{\displaystyle h_{\tau }=a{\sqrt {\frac {\sigma ^{2}-\tau ^{2}}{1-\tau ^{2}}}}}
{\displaystyle h_{\phi }=a{\sqrt {\left(\sigma ^{2}-1\right)\left(1-\tau ^{2}\right)}}}
Инфинитезимални елемент запремине је:
{\displaystyle dV=a^{3}\left(\sigma ^{2}-\tau ^{2}\right)d\sigma d\tau d\phi }
а Лапласијан је:
{\displaystyle \nabla ^{2}\Phi ={\frac {1}{a^{2}\left(\sigma ^{2}-\tau ^{2}\right)}}\left\{{\frac {\partial }{\partial \sigma }}\left[\left(\sigma ^{2}-1\right){\frac {\partial \Phi }{\partial \sigma }}\right]+{\frac {\partial }{\partial \tau }}\left[\left(1-\tau ^{2}\right){\frac {\partial \Phi }{\partial \tau }}\right]\right\}+{\frac {1}{a^{2}\left(\sigma ^{2}-1\right)\left(1-\tau ^{2}\right)}}{\frac {\partial ^{2}\Phi }{\partial \phi ^{2}}}}
Дивергенција је:
{\displaystyle \operatorname {div} \mathbf {A} (\sigma ,\tau ,\phi )={\frac {1}{a(\sigma ^{2}-\tau ^{2})}}{\frac {\partial }{\partial \sigma }}\left[A_{\sigma }{\sqrt {(\sigma ^{2}-\tau ^{2})(\sigma ^{2}-1)}}\right]+}
{\displaystyle {\frac {1}{a(\sigma ^{2}-\tau ^{2})}}{\frac {\partial }{\partial \tau }}\left[A_{\tau }{\sqrt {(\sigma ^{2}-\tau ^{2})(1-\tau ^{2})}}\right]+{\frac {1}{a{\sqrt {(\sigma ^{2}-1)(1-\tau ^{2})}}}}{\frac {\partial }{\partial \phi }}{\Big [}A_{\phi }{\Big ]}}